# Îlot Long
Îlot Long är en ö i Madagaskar. Den ligger i den norra delen av landet, 800 km norr om huvudstaden Antananarivo.